# Матишов, Дмитрий Геннадьевич
Дми́трий Генна́дьевич Матишо́в (5 сентября 1966, Ростов-на-Дону — 20 августа 2015, Гранадилья-де-Абона, Испания) — российский океанолог, доктор географических наук, член-корреспондент РАН (2003).

## Биография
Родился 5 сентября 1966 года в Ростове-на-Дону, отец академик Г. Г. Матишов — председатель Южного научного центра РАН.
В 1989 году окончил географический факультет Ленинградского государственного университета (ЛГУ).
С 1990 по 2008 год работал в Мурманском морском биологическом институте (ММБИ) Кольского научного центра РАН.
В 1994 году защитил кандидатскую диссертацию «Радионуклиды и биоокеанологические явления в экосистеме Баренцева моря» (СПбГУ). В 2001 году защитил докторскую диссертацию «Антропогенные радионуклиды в морских экосистемах» специальность — геоэкология (Институт озероведения РАН).
С 2001 года был заместителем директора ММБИ по научной работе; с 2001 года был также директором Азовского филиала ММБ и Кольского научного центра РАН. С 2004 года одновременно был заместителем председателя Южного научного центра РАН и исполняющим обязанности директора Института аридных зон Института аридных зон ЮНЦ РАН.
С 2008 года был директором Института аридных зон ЮНЦ РАН, также был заведующим кафедрой океанологии ЮФУ.
Д. Г. Матишов является одним из основателей радиационной экологической океанологии. Разработал новые принципы радиоэкологического мониторинга среды и биоты, с помощью которых в 1988—2003 годах проведено масштабное исследование механизмов миграции и ассимиляции искусственных изотопов в морских экосистемах Арктики, Субарктики, в Азовском море.
Как научный сотрудник и заведующий лабораторией Мурманского морского биологического института участвовал в экспедициях на Шпицберген, Землю Франца-Иосифа, Северный полюс, Баренцево и Карское моря, в Северную Атлантику.
Доктор географических наук, член-корреспондент РАН по Отделению наук о Земле (с 2003).
Автор и соавтор более 200 научных работ в том числе 14 монографий. За книгу «Радиационная экологическая океанология» награждён медалью Президиума РАН (2002). В 2003 году опубликовал книгу «Radioecology in Northern European Seas» в издательстве «Springer».
Умер в результате внезапного сердечного приступа 20 августа 2015 года. Похоронен в селе Кагальник Азовского района.

## Награды
- Медаль ордена «За заслуги перед Отечеством» II степени (2006)[8].
- Включен в «первую сотню» резерва управленческих кадров, находящихся под патронажем Президента РФ и успешно прошел профессиональную переподготовку по программе подготовки высшего уровня резерва управленческих кадров (2009)[2].
- Золотая медаль РАН
- Благодарность  президента РАН.